# Театр Мадлен
Театр Мадлен (фр. Theatre de la Madeleine) у Парижі, побудований у 1924 році в англійському стилі на місці школи верхової їзди у 8-му паризькому окрузі.

## Історія
Першим великим успіхом театру стала постановка у 1925 році «Торговців славою» (фр. Les Marchands de gloire) Марселя Паньоля.
Упродовж своєї історії Театр Мадлен співпрацював з провідними драматургами, надаючи свою сцену як для постановок відомих творів, так і для нових п'єс, написаних спеціально для цього театру.  Починаючи з 1932-го і до 1944 року Театр Мадлен став штатним театром для Саші Гітрі.
На сцені театру виступало багато французьких акторів, що стали згодом світовими зірками, зокрема:
- Нільс Ареструп
- Фанні Ардан
- Жан-Франсуа Бальмер
- Франсуа Берлеан
- Рішар Беррі
- Валерія Бруні-Тедескі
- Жак Вебер
- Ніколь Гарсія
- Ален Делон
- Жерар Депардьє
- Жулі Депардьє
- Андре Дюссольє
- Анук Еме
- Клаудія Кардінале
- Ізабель Карре
- Летиція Каста
- Тьєррі Лермітт
- Людмила Мікаель
- Едді Мітчелл
- Жанна Моро
- Філіпп Нуаре
- Мішель Омон
- Шарлотта Ремплінг
- Сільвія Тестю
- Філіпп Торретон
- Одрі Тоту
- Жан-Луї Трентіньян
- Самі Фрей
- Стефан Фрейсс
- Патрік Шене